# 포도박 브랜디

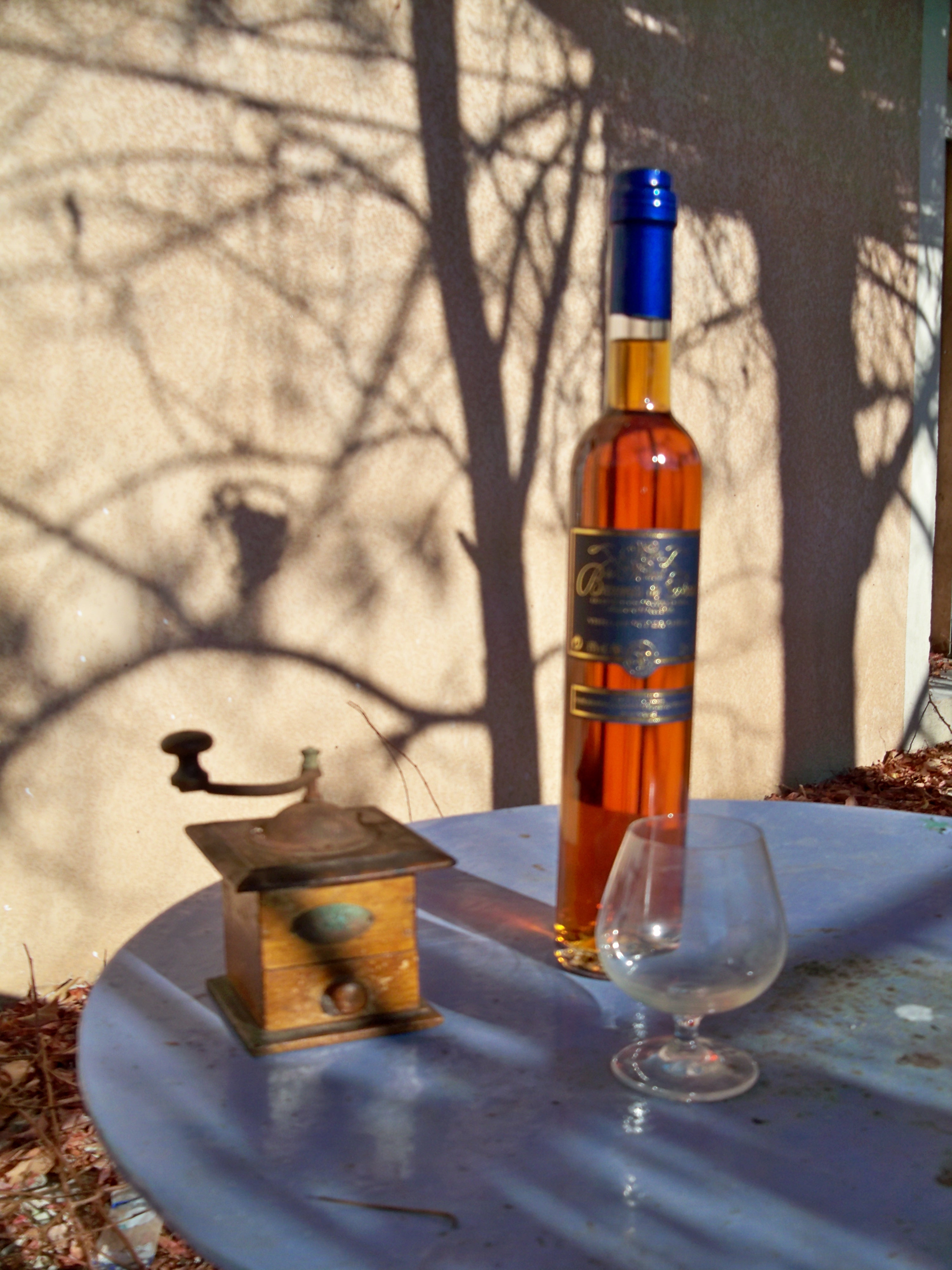
봄드브니즈 머스캣 포도박으로 만든 마르

포도박 브랜디(영어: pomace brandy 퍼미스 브랜디[*])는 포도박으로 만든 증류주이다.

## 종류
- 그라파(grappa) – 이탈리아
- 마르(marc) – 프랑스
- 바가세이라(bagaceira) – 포르투갈
- 싱가니(singani) – 볼리비아
- 아과르디엔테(aguardiente) – 칠레
- 아구아르덴트(aguardente) – 포르투갈
- 아라크(عرق) – 이란
- 오루호(orujo) – 스페인
- 지바니아(ζιβανια) – 키프로스
- 지브로바(джиброва) – 불가리아
- 차차(ჭაჭა) – 조지아
- 치쿠디아(τσικουδια) – 그리스
- 치푸로(τσιπουρο) – 그리스
- 코모바(комова) – 마케도니아
- 코모비차(комовица/komovica) – 몬테네그로, 보스니아, 세르비아, 크로아티아
- 테르켈리차(terkelica) – 슬로바키아
- 테스코비너(tescovină) – 루마니아
- 퇴르쾨이팔린커(törkölypálinka) – 헝가리
- 트레스테르브란트(Tresterbrand) – 독일
- 트로피노베츠(tropinovec) – 슬로베니아

## 같이 보기
- 포도주
- 브랜디